# Lista över borgmästare i Karlshamn
Detta är en lista över staden Karlshamns stads borgmästare.

## Borgmästare i Karlshamn
Borgmästare i Karlshamns stad före 1971.
| Ämbetstid | Namn                    | Levnadstid | Övrigt |
| --------- | ----------------------- | ---------- | ------ |
| 1678–1699 | Christopher Schröder    | 1628–1699  |        |
| –1740     | Johan Alm               | död 1740   |        |
| 1740–1780 | Frans Cervin            | 1705–1789  |        |
| 1780–1792 | Bernhard Lorentz Cervin | 1742–1792  |        |
| 1792–1809 | Carl Magnus Munthe      | 1750–1809  |        |
| 1810–1822 | Jakob Möller            | 1774–1822  |        |
| 1846–1855 | Fredrik Ekenman         | 1806–1883  |        |
| 1855–1863 | Rudolf Trägårdh         | 1816–1869  |        |
| 1870–     | Wilhelm Lothigius       | 1836–1913  |        |
| 1896–1924 | Frithiof Söderbergh     | 1864–1924  |        |